# Les Combes
Les Combes ist eine französische Gemeinde mit 770 Einwohnern (Stand: 1. Januar 2022) im Département Doubs in der Region Bourgogne-Franche-Comté.

## Geographie
Les Combes liegt auf 913 m, fünf Kilometer westlich von Morteau und etwa 23 Kilometer nordöstlich der Stadt Pontarlier (Luftlinie). Die Streusiedlungsgemeinde erstreckt sich im Jura, auf einer Hochfläche nördlich des Taleinschnitts des Doubs, östlich des Hochplateaus von Gilley. Das Gemeindegebiet gehört zum Regionalen Naturpark Doubs-Horloger.
Die Fläche des 17,58 km² großen Gemeindegebiets umfasst einen Abschnitt des französischen Juras. Der zentrale Teil des Gebietes wird von einer schwach reliefierten Hochfläche eingenommen, die durchschnittlich auf 900 m liegt. Sie zeigt ein lockeres Gefüge von Wiesland und Wald und besitzt keine oberirdischen Fließgewässer, weil das Niederschlagswasser im verkarsteten Untergrund versickert. Im Osten wird diese Hochfläche von einem breiten Höhenrücken begrenzt, der vom Mont Tantillon nach Südwesten ausgreift. Auf der mit Weideland bestandenen Kuppe des Mont Rognon wird mit 1031 m die höchste Erhebung von Les Combes erreicht. Dieser Höhenzug fällt nach Süden steil zum Doubstal ab. Der Doubs fließt hier mit gewundenem Lauf durch den Défilé du Coin de la Roche, einen schluchtartigen Abschnitt mit zwar meist flacher Talniederung, die jedoch beidseits von markanten Kalkfelswänden flankiert ist. Meist verläuft die südliche Grenze entlang dem Doubs, nur ein kleiner Abschnitt auf seiner Südseite am Nordhang des Mont de Grand'Combe gehört ebenfalls zu Les Combes.
Die Streusiedlungsgemeinde besteht aus verschiedenen Weilern und zahlreichen Einzelhöfen, darunter:
- La Motte (913 m) auf einer Anhöhe der Hochfläche von Les Combes
- Le Bas de la Motte (893 m) in einer Niederung am Westfuß des Mont Tantillon
- La Combe d’Abondance (885 m) auf der Hochfläche von Les Combes
- Mont Bobillier (1007 m) auf dem Höhenrücken nördlich des Doubstals
- Colombière (800 m) auf einem Geländevorsprung am nördlichen Talhang des Doubs
- Remonot (764 m) in einer Talweitung südlich des Doubs

Nachbargemeinden von Les Combes sind Fournets-Luisans im Norden, Morteau im Osten, Grand’Combe-Châteleu im Süden, Pays-de-Montbenoît im Südwesten sowie Gilley im Westen.

## Sehenswürdigkeiten

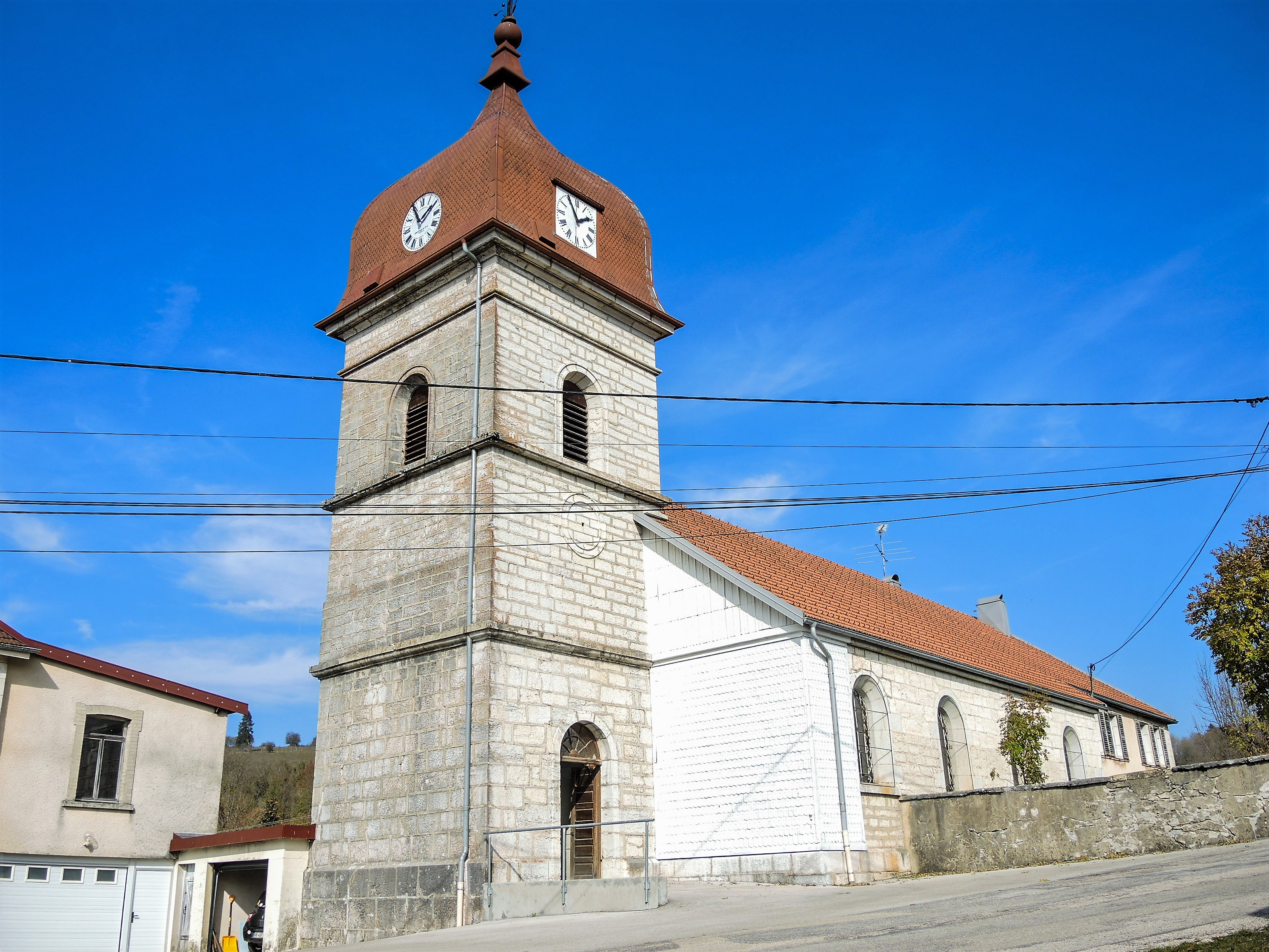
Kirche Saint-Esprit

Kirchen aus dem 19. Jahrhundert befinden sich in den Ortsteilen Colombière und La Motte. Sehenswert ist auch die Höhlenkirche Notre-Dame-de-Pitié in Remonot, die 1110 schriftlich Erwähnung in einer von Hugues de Cluny unterschrieben Urkunde fand, in der sie den Mönchen von Rémonot übereignet wird. Sie stellt mit ihrer Holzstatue Vierge de Pitié aus dem 15. Jahrhundert seit langer Zeit ein Pilgerziel dar. In den verschiedenen Weilern sind zahlreiche Bauernhäuser aus dem 18. und 19. Jahrhundert im traditionellen Stil des Haut-Doubs erhalten.

## Bevölkerung
| Jahr                       | 1962 | 1968 | 1975 | 1982 | 1990 | 1999 | 2006 | 2016 |
| Einwohner                  | 406  | 398  | 389  | 393  | 508  | 598  | 694  | 731  |
| Quellen: Cassini und INSEE |      |      |      |      |      |      |      |      |

Mit 770 Einwohnern (Stand 1. Januar 2022) gehört Les Combes zu den kleinen Gemeinden des Départements Doubs. Nachdem die Einwohnerzahl in der ersten Hälfte des 20. Jahrhunderts deutlich abgenommen hatte (1881 wurden noch 652 Personen gezählt), wurde seit Beginn der 1980er Jahre wieder ein kontinuierliches Bevölkerungswachstum verzeichnet.

## Wirtschaft und Infrastruktur
Les Combes war bis weit ins 20. Jahrhundert hinein ein vorwiegend durch die Landwirtschaft (Viehzucht und Milchwirtschaft) geprägtes Dorf. Daneben gibt es heute verschiedene Betriebe des lokalen Kleingewerbes. Viele Erwerbstätige sind auch Wegpendler, die in den umliegenden größeren Ortschaften ihrer Arbeit nachgehen.
Die Ortschaft liegt abseits der größeren Durchgangsstraßen an einer Departementsstraße, die von Morteau nach Gilley führt. Weitere Straßenverbindungen bestehen mit Montbenoît und Orchamps-Vennes.